# Juliet Mills
Juliet Maryon Mills (ur. 21 listopada 1941 w Londynie) – angielska aktorka.

## Życiorys
Urodziła się w Londynie podczas II wojny światowej, chociaż jej rodzice, aktor Sir John Mills i dramaturg Mary Hayley Bell, wkrótce przenieśli się z rodziną na wieś, aby uciec od nalotów bombowych Luftwaffe. Jej młodsza siostra Hayley Mills 
(ur. 18 kwietnia 1946) została także aktorką, a brat Jonathan Mills (ur. 3 grudnia 1949) – reżyserem.
Ze względu na karierę rodziców Mills dorastał w otoczeniu znanych aktorów, w tym Rexa Harrisona, Davida Nivena i Marlona Brando. Wzięła udział w filmie dokumentalnym wideo BBC Sir John Mills’ Moving Memories (2000) na podstawie scenariusza jej brata. Jej matką chrzestną była aktorka Vivien Leigh, a ojcem chrzestnym dramaturg Noël Coward. Uczęszczała do niezależnej szkoły baletowej z internatem Elmhurst w Camberley w Surrey.
Jako dziecko Mills pojawiła się jako statystka w różnych filmach, w tym w roli 11–tygodniowego dziecka Fredy Lewis w dramacie wojennym Davida Leana i Noëla Cowarda Nasz okręt (In Which We Serve, 1942) z jej ojcem w roli głównej. W 1955 wystąpiła na londyńskiej scenie Chelsea Palace Theatre w Chelsea w roli Alicji w przedstawieniu Lewisa Carrolla Po drugiej stronie lustra. W wieku 16 lat zagrała pierwszą główną rolę Pameli Harrington w sztuce Petera Shaffera Ćwiczenie pięciu palców. Spektakl wystawiany był przez rok w Londynie, a następnie od 2 grudnia 1959 do 1 października 1960 przeniósł się do Music Box Theatre na Broadwayu. W 1960 Mills była nominowana do nagrody Tony Award w kategorii „Najlepsza aktorka drugoplanowa” za rolę Pameli. Powróciła na scenę w roli Wendy Darling w inscenizacji J.M. Barriego Piotruś Pan (1960) i Tytania w komedii Williama William Shakespeare’a Sen nocy letniej (1963) z Royal Shakespeare Company. Od 17 grudnia 1964 do 2 stycznia 1965 grała rolę Gildy w produkcji broadwayowskiej Alfie! u boku Terence’a Stampa. 
Od 21 stycznia 1970 do 27 grudnia 1971 grała rolę niani Phoebe Figalilly w stylu Mary Poppins w sitcomie ABC Niania i profesor (Nanny and the Professor), za którą w 1971 była nominowana do Złotego Globu dla najlepszej aktorki w serialu komediowym lub musicalu i w 1972 zdobyła nagrodę dwutygodnika dla młodzieży „Bravo” – srebrną statuetkę Bravo Otto dla najlepszej gwiazdy telewizyjnej. Rola Pameli Piggott w komediodramacie Billy’ego Wildera Avanti! (1972) przyniosła jej nominację do Złotego Globu dla najlepszej aktorki w filmie komediowym lub musicalu.
Jako Samantha Cady w miniserialu Screen Gems/ABC QB VII (1974) na motywach powieści Leona Urisa z Benem Gazzarą otrzymała nagrodę Emmy dla wybitnej aktorki drugoplanowej w miniserialu lub filmie telewizyjnym. W miniserialu ITV/CBS Póki się znów nie spotkamy (Judith Krantz’s Till We Meet Again, 1989) na podstawie powieści Judith Krantz została obsadzona w roli Vivianne de Biron. Od 5 lipca 1999 do 7 sierpnia 2008 występowała w roli Tabithy Lenox w operze mydlanej NBC Passions, za którą w 2005 była nominowana do nagrody Emmy dla wybitnej aktorki pierwszoplanowej w serialu dramatycznym.

## Życie prywatne
Mills była trzykrotnie mężatką. 14 października 1961 poślubiła Russella Edwarda Alquista Jr., z którym ma syna Seana (ur. 1964). W lipcu 1975 doszło do rozwodu. 18 października 1975 wyszła za mąż za architekta Michaela Milana Miklendę. Mają córkę Melissę (ur. 1979). 1 grudnia 1980 rozwiedli się. 2 grudnia 1980 zawarła związek małżeński z młodszym o 18 lat aktorem Maxwellem Caulfieldem.

## Filmografia

### Filmy
- 1942: Nasz okręt jako dziecko Fredy
- 1972: Avanti! jako Pamela Piggott
- 1992: Gabinet figur woskowych 2: Zagubieni w czasie jako prawnik obrony
- 1999: Gorsza siostra jako Winnie

### Seriale
- 1974: Elza z afrykańskiego buszu jako dr Claire Hanley
- 1975: Hawaii Five-O jako Lady Sybil Danby
- 1977: Wonder Woman jako królowa Kathryn
- 1978: Statek miłości jako Barbara Danver / June Godwin
- 1978: Sierżant Anderson jako Amy Hollis
- 1979: Statek miłości jako Millicent
- 1980: Statek miłości jako Betty Robinson
- 1981: Statek miłości jako Sally / Kate Garfield
- 1984: Statek miłości jako Blair Chapman
- 1984: Dynastia jako Rosalind Bedford
- 1985: Wszystkie moje dzieci jako sędzina Edith Hogan
- 1987: Napisała: Morderstwo jako Annette Pirage
- 1992: Columbo – odc. „Nie czas umierać” („No Time to Die”) jako Eileen Hacker
- 1998: Air America jako Helen Vendler
- 1999–2008: Passions jako Tabitha Lenox
- 2010–2015: Rozpalić Cleveland jako Philipa, matka Joy
- 2017: Andi Mack jako Millie
- 2017: Time After Time jako Pani Nelsen
- 2022: Big Mouth jako Rita St. Swithens (głos)
- 2023: Zasoby ludzkie jako Rita St. Swithens (głos)
- 2023–2024: Chirurdzy jako Maxine Anderson